# Cyphosaccus cornutus
Cyphosaccus cornutus är en kräftdjursart som beskrevs av Reinhard 1958. Cyphosaccus cornutus ingår i släktet Cyphosaccus och familjen Peltogastridae. Inga underarter finns listade i Catalogue of Life.